# Wahlen zum Senat der Vereinigten Staaten 1850 und 1851
Die Wahlen zum Senat der Vereinigten Staaten 1850 und 1851 zum 32. Kongress der Vereinigten Staaten fanden zu verschiedenen Zeitpunkten statt. Es waren die Halbzeitwahlen (engl. midterm election) in der Mitte von Millard Fillmores Amtszeit. Vor der Verabschiedung des 17. Zusatzartikels wurden die Senatoren nicht direkt gewählt, sondern von den Parlamenten der Bundesstaaten bestimmt.
Zur Wahl standen 21 Sitze der Senatoren der Klasse I, die 1844 und 1845 für eine Amtszeit von sechs Jahren gewählt worden oder später nachgerückt waren. Von diesen gehörten sieben der United States Whig Party an, 14 der Demokratischen Partei. Noch während des 31. Kongresses hatte es Nachwahlen in Maryland und Massachusetts gegeben, in Massachusetts, New York und Ohio zogen sich die Wahlen bis nach dem offiziellen Zusammentritt des 32. Kongresses hin. In Connecticut und Kalifornien blieben die Sitze bis 1852 vakant, da kein Kandidat die erforderliche Mehrheit erhielt. Acht Senatoren wurden wiedergewählt, ein Whig und sieben Demokraten, beide Parteien konnten jeweils zwei Sitze halten. Drei Sitze wechselten von den Demokraten zu den Whigs, die Demokraten konnten ebenfalls drei Sitze von den Whigs gewinnen. Der Sitz in Massachusetts ging bei der Nachwahl im Februar zunächst von den Whigs zu den Demokraten, die anschließende Wahl im April für die sechsjährige Amtszeit konnte aber der Kandidat der Free Soil Party für sich entscheiden.
Durch die Wahl verringerte sich die Mehrheit der Demokraten im Senat von 36 zu 24 Whigs und zwei Free Soilern auf 34 Demokraten, 23 Whigs und drei Free Soiler, zwei Sitze bleiben zunächst vakant. Nach Füllung der Vakanzen erhielten die Demokraten wieder 36 Sitze.
Zu Veränderungen nach der Wahl siehe auch Liste der Mitglieder des Senats im 32. Kongress der Vereinigten Staaten.

## Ergebnisse

### Wahlen während des 31. Kongresses
Die Gewinner dieser Wahlen wurden vor dem 4. März 1851 in den Senat aufgenommen, also während des 31. Kongresses.
| Staat         | Amtierender Senator         | Partei | Nachwahl | Datum         | Ergebnis            | Neuer Senator  |
| ------------- | --------------------------- | ------ | -------- | ------------- | ------------------- | -------------- |
| Maryland      | David Stewart, ernannt      | Whig   | Klasse I | 12. Jan. 1850 | von Whigs gehalten  | Thomas Pratt   |
| Massachusetts | Robert C. Winthrop, ernannt | Whig   | Klasse I | 1. Feb. 1851  | Zugewinn Demokraten | Robert Rantoul |

- ernannt: Senator wurde vom Gouverneur als Ersatz für einen ausgeschiedenen Senator ernannt, Nachwahl nötig.

### Wahlen zum 32. Kongress
Die Gewinner dieser Wahlen wurden am 4. März 1851 in den Senat aufgenommen, also bei Zusammentritt des 32. Kongresses. Alle Sitze dieser Senatoren gehören zur Klasse I.
| Staat         | Amtierender Senator   | Partei   | Datum          | Ergebnis                | Neuer Senator      |
| ------------- | --------------------- | -------- | -------------- | ----------------------- | ------------------ |
| Connecticut   | Roger S. Baldwin      | Whig     | 1850 oder 1851 | Verlust Whigs           | vakant             |
| Delaware      | John Wales            | Whig     | 1851           | Zugewinn Demokraten     | James A. Bayard    |
| Florida       | David Levy Yulee      | Demokrat | 1851           | von Demokraten gehalten | Stephen R. Mallory |
| Indiana       | Jesse D. Bright       | Demokrat | 1850           | wiedergewählt           | Jesse D. Bright    |
| Kalifornien   | John C. Frémont       | Demokrat | 1850 oder 1851 | Verlust Demokraten      | vakant             |
| Maine         | Hannibal Hamlin       | Demokrat | 1851           | wiedergewählt           | Hannibal Hamlin    |
| Maryland      | Thomas Pratt          | Whig     | 1851           | wiedergewählt           | Thomas Pratt       |
| Massachusetts | Robert Rantoul        | Demokrat | 1851           | Verlust Demokraten      | vakant             |
| Michigan      | Lewis Cass            | Demokrat | 1850           | wiedergewählt           | Lewis Cass         |
| Mississippi   | Jefferson Davis       | Demokrat | 1850           | wiedergewählt           | Jefferson Davis    |
| Missouri      | Thomas H. Benton      | Demokrat | 1851           | Zugewinn Whigs          | Henry S. Geyer     |
| New Jersey    | William L. Dayton     | Whig     | 1851           | Zugewinn Demokraten     | Robert F. Stockton |
| New York      | Daniel S. Dickinson   | Demokrat | 1850 oder 1851 | Verlust Demokraten      | vakant             |
| Ohio          | Thomas Ewing, ernannt | Whig     | 1850 oder 1851 | Verlust Whigs           | vakant             |
| Pennsylvania  | Daniel Sturgeon       | Demokrat | 14. Jan. 1851  | von Demokraten gehalten | Richard Brodhead   |
| Rhode Island  | Albert C. Greene      | Whig     | 1850 oder 1851 | Zugewinn Demokraten     | Charles T. James   |
| Tennessee     | Hopkins L. Turney     | Demokrat | 1851           | Zugewinn Whigs          | James C. Jones     |
| Texas         | Thomas J. Rusk        | Demokrat | 1851           | wiedergewählt           | Thomas J. Rusk     |
| Vermont       | Samuel S. Phelps      | Whig     | 1850           | von Whigs gehalten      | Solomon Foot       |
| Virginia      | James M. Mason        | Demokrat | 1850           | wiedergewählt           | James M. Mason     |
| Wisconsin     | Henry Dodge           | Demokrat | 1851           | wiedergewählt           | Henry Dodge        |

- ernannt: Senator wurde vom Gouverneur als Ersatz für einen ausgeschiedenen Senator ernannt, Nachwahl nötig.
- wiedergewählt: ein gewählter Amtsinhaber wurde wiedergewählt.

### Wahlen während des 32. Kongresses
Die Gewinner dieser Wahlen wurden nach dem 4. März 1851 in den Senat aufgenommen, also während des 32. Kongresses.
| Staat         | Amtierender Senator | Partei | Nachwahl | Datum         | Ergebnis           | Neuer Senator  |
| ------------- | ------------------- | ------ | -------- | ------------- | ------------------ | -------------- |
| Massachusetts | vakant              | vakant | Klasse I | 24. Apr. 1851 | Zugewinn Free Soil | Charles Sumner |
| New York      | vakant              | vakant | Klasse I | 19. März 1851 | Zugewinn Whigs     | Hamilton Fish  |
| Ohio          | vakant              | vakant | Klasse I | 5. März 1851  | Zugewinn Whigs     | Benjamin Wade  |

## Einzelstaaten
In allen Staaten wurden die Senatoren durch die Parlamente gewählt, wie durch die Verfassung der Vereinigten Staaten vor der Verabschiedung des 17. Zusatzartikels vorgesehen. Das Wahlverfahren bestimmten die Staaten selbst, es war daher von Staat zu Staat unterschiedlich. Teilweise ergibt sich aus den Quellen nur, wer gewählt wurde, aber nicht wie.
Das Second Party System bestand aus den ersten Parteien im modernen Sinne in den Vereinigten Staaten, nämlich der bis heute bestehenden Demokratischen Partei und der United States Whig Party.